# Česvinica
Česvinica je vesnice v opčině Ston v Chorvatsku, v Dubrovnicko-neretvanské župě. V roce 2001 zde žilo 85 obyvatel a nacházelo se zde 21 domů.

## Poloha
Česvinica je vesnice ve vnitrozemí poloostrova Pelješac, severozápadně od Stonu.

## Pamětihodnosti
- Kaple sv. Mikuláše z 16. století, obnovená v roce 1997